# Aristides Royo

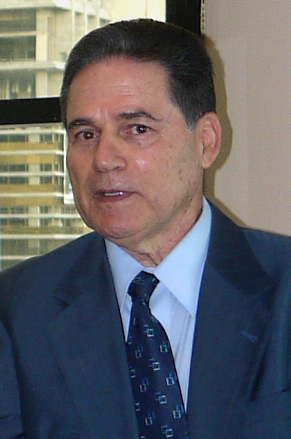
Aristides Royo (2012)

Arístides Royo Sánchez (* 14. August 1940 in La Chorrera) war der 36. Staatspräsident von Panama.
Royo studierte am Nationalinstitut in Panama-Stadt. Anschließend studierte er Rechtswissenschaften an der Universität Salamanca und habilitierte an der Universität von Bologna.
Nach seiner Rückkehr nach Panama wurde er Staatssekretär im Bildungsministerium. Später war er Botschafter Panamas in Spanien und Frankreich. Zeitweise unterrichtete er auch an der Universität von Panama im Fach Kriminalistik und Strafrecht.
Am 11. Oktober 1978 übernahm er als Nachfolger von Demetrio Basilio Lakas das Amt des Staatspräsidenten. Er blieb bis zum 31. Juli 1982 im Amt. Sein Nachfolger wurde Ricardo de la Espriella Toral.